# 布雷特湖
46°30′N 6°46′E / 46.500°N 6.767°E

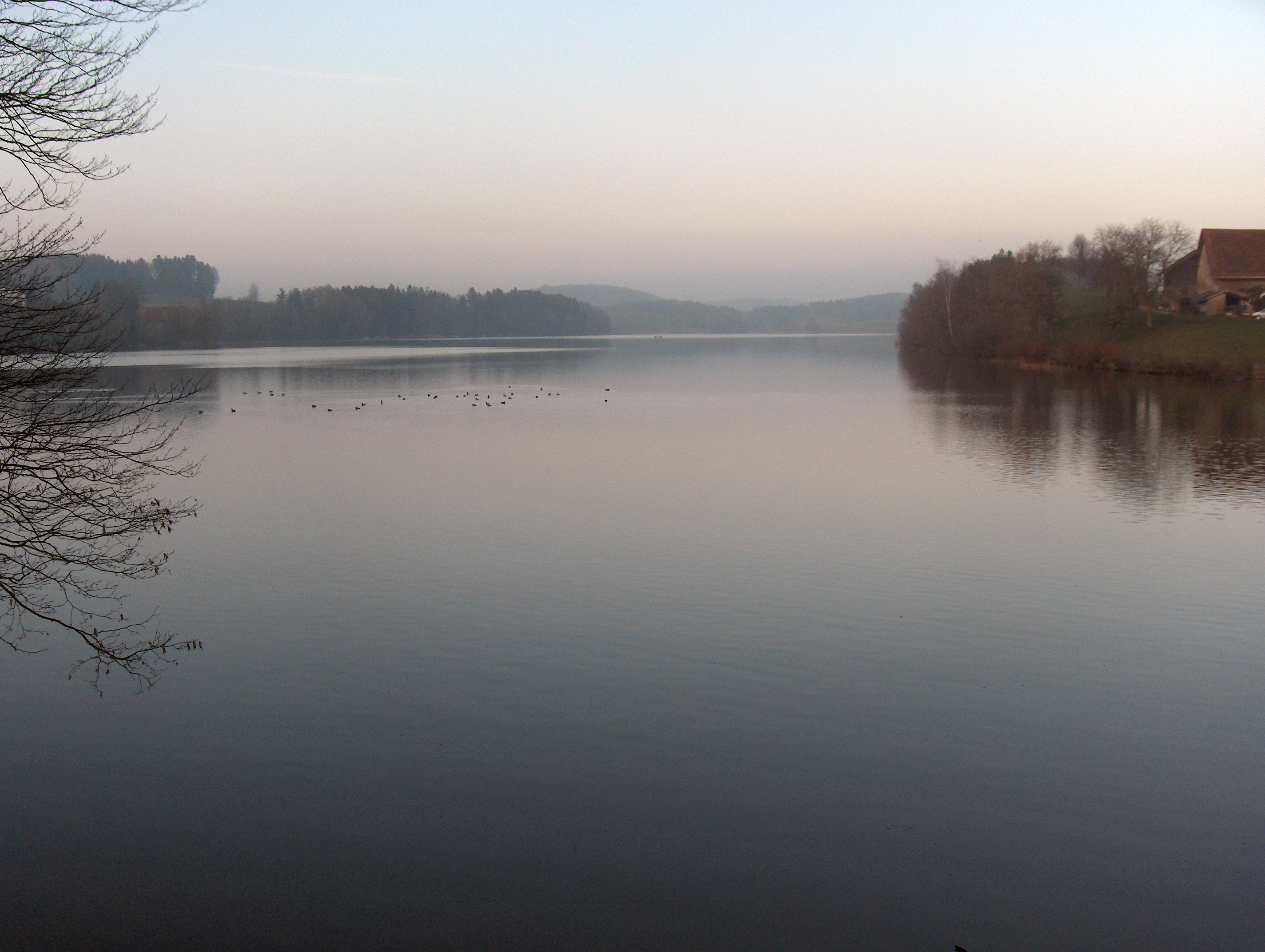

布雷特湖（Lac de Bret），是瑞士的湖泊，位於該國西部，由沃州負責管轄，長1.5公里、寬0.4公里，面積0.4平方公里，海拔高度674米，最大水深13米，水體容量500萬立方米。